# Vargön
Pour les articles homonymes, voir Vargon.
Vargön est une localité de Suède située dans la commune de Vänersborg du comté de Västra Götaland. Elle couvre une superficie de 3,51 km2. En 2010, elle compte 4 919 habitants.